# 劳达
劳达是德国图林根州的一个市镇。总面积3.09平方公里，总人口292人，其中男性157人，女性135人（2011年12月31日），人口密度94人/平方公里。